# رود تولوا
رود تولوا (انگلیسی: Tulva) یک رودخانه در سرزمین پرم کشور روسیه است.